# Резваншагр (шагрестан)
Резваншагр (перс. رضوانشهر) — шагрестан в Ірані, в остані Ґілян. За даними перепису 2006 року, його населення становило 64193 особи, які проживали у складі 16518 сімей.

## Бахші
До складу шагрестану входять такі бахші: 
- Паре-Сар
- Центральний